# Marnie (roman)
Pour les articles homonymes, voir Marnie (homonymie).
Marnie est un thriller britannique de Winston Graham publié en 1961.
Il a été adapté au cinéma par Alfred Hitchcock sous le titre Pas de printemps pour Marnie, sorti en 1964. Il a également été adapté à l'opéra par le compositeur américain Nico Muhly, créé en 2017 à Londres, sous le titre Marnie.